# スキ!スキ!スキップ!
「スキ!スキ!スキップ!」は、日本の女性アイドルグループ・HKT48の楽曲。作詞は秋元康、作曲は小林祐二が担当した。2013年3月20日にHKT48のデビューシングルとしてユニバーサルミュージック（UNIVERSAL SIGMA）から発売された。楽曲のセンターポジションは、田島芽瑠が務めた。

## 背景とリリース
2013年1月16日、表題曲タイトル未発表のまま、発売日およびカップリング曲「お願いヴァレンティヌ」のタイトルが発表される。表題曲のタイトルは、同年2月13日に発表された。
Type-A、Type-B、Type-Cのほか、キャラアニ限定発売の劇場盤の計4形態がリリースされ、各形態では3曲目の収録楽曲が異なる。そのうちType-A、Type-B、Type-C初回生産分には東京、大阪、名古屋、福岡で開催される全国握手会の参加券とポケットスクールカレンダー（全16種類のうち）ランダム1枚が封入され、劇場盤には個別握手会参加券が封入される。
AKB48、SKE48、NMB48のデビューシングルと違い、表題曲のメンバーは単一チームからの構成ではなく、研究生も加えた構成となっている。なお、AKB48グループのデビューシングルで研究生が表題曲のメンバーに参加するのは初めてであり、1期生ではない且つ当時研究生であるメンバーがデビューシングルのセンターを務めるのも唯一の事例となっている。「スキ!スキ!スキップ!」選抜メンバーは16人で、本作の3か月前にリリースされたAKB48の29thシングル「永遠プレッシャー」Type-C収録曲「初恋バタフライ」と同一。
カップリングは5曲で、「お願いヴァレンティヌ」は「スキ!スキ!スキップ!」と同一メンバー、「片思いの唐揚げ」「今がイチバン」はそれぞれ12人ユニットの「あまくち姫」「うまくち姫」が歌う。この3つのユニットに入らなかったメンバーが「キレイゴトでもいいじゃないか?」を歌い、さらに兒玉遥、指原莉乃、宮脇咲良の3人が「制服のバンビ」を歌っている。なお、「お願いヴァレンティヌ」に限り、2013年2月6日からiTunesで先行配信を開始した。
キャッチコピーは、「女の子は、恋をすると空を飛べる」。

## アートワーク
| Type-A 表 | 穴井千尋・多田愛佳・指原莉乃・田島芽瑠・朝長美桜・宮脇咲良・森保まどか |
| Type-A 裏 | 選抜メンバー16人                                                       |
| Type-B 表 | 兒玉遥・指原莉乃・田島芽瑠・松岡菜摘・本村碧唯                         |
| Type-B 裏 | 選抜メンバー16人                                                       |
| Type-C 表 | 穴井千尋・田島芽瑠・宮脇咲良・村重杏奈・本村碧唯                       |
| Type-C 裏 | 選抜メンバー16人                                                       |
| 劇場盤 表 | 田島芽瑠                                                               |
| 劇場盤 裏 |                                                                        |

ジャケット写真は福岡県築上郡築上町で撮影されている。

## チャート成績
オリコンの発表する「期待度シングル」の週間ランキング（2013年3月15日付）では期待度ポイント130.90を獲得し、1位を獲得している。同チャートでは発売前日（集計初日）の2013年3月19日付デイリーシングルチャートで推定売上枚数約20万5000枚を記録し、初登場1位を獲得した。
その後、2013年4月1日付オリコン週間シングルチャートで初登場1位を記録した。女性グループでデビューシングルが初登場1位を記録したのは、再デビューを除くとぱすぽ☆、NMB48、T-ARAに次ぐ史上4組目である。初週売上は約25万枚となった。デビューシングルの初週売上としては歴代6位であり、女性アーティストに限った場合はNMB48が「絶滅黒髪少女」で記録した約21.8万枚を上回り、史上最高記録となった。

## ミュージック・ビデオ
「スキ!スキ!スキップ!」のMVの監督は渡り廊下走り隊の「やる気花火」などを手掛けた多田卓也である。
「片思いの唐揚げ」MVの監督はHKT48の2枚目のシングル表題曲「メロンジュース」も手掛けた土屋隆俊。振付は西田一生（西田プロジェクト）が担当。
「今がイチバン」MVの監督はHKT48初のオリジナル曲「初恋バタフライ」を手掛けた福居英晃。

## メディアでの使用
「スキ!スキ!スキップ!」には以下のタイアップが付いている。
- TBS『HKT48のおでかけ!』エンディング・テーマ[16]
- 西日本シティ銀行「新生活応援キャンペーン」CMソング[17]
- CoCo壱番屋×HKT48×福岡ソフトバンクホークス「ココイチバンで勝つ!〜カレーを食べて HKT48とソフトバンクホークスを応援しよう!〜」CMソング[注釈 2]
- ロッテ「クレイジーガム放送局『ガムマジック部 でっかくなっとーと編』」CMソング[16][注釈 3]

「お願いヴァレンティヌ」には以下のタイアップが付いている。
- ロッテ「ガーナミルクチョコレート」CMソング[16]

「片思いの唐揚げ」には以下のタイアップが付いている。
- テレビ東京系アニメ『マイリトルポニー〜トモダチは魔法〜』エンディングテーマ[16]

「今がイチバン」には以下のタイアップが付いている。
- ダイエー・グルメシティ CMソング[18]

## シングル収録トラック

### Type-A
| #         | タイトル                                 | 作詞      | 作曲       | 編曲      | 時間  |
| --------- | ---------------------------------------- | --------- | ---------- | --------- | ----- |
| 1.        | 「スキ!スキ!スキップ!」                  | 秋元康    | 小林祐二   | 武藤星児  | 3:59  |
| 2.        | 「お願いヴァレンティヌ」                 | 秋元康    | 小川コータ | 生田真心  | 5:04  |
| 3.        | 「片思いの唐揚げ」(あまくち姫)           | 秋元康    | 若田部誠   | 若田部誠  | 5:02  |
| 4.        | 「スキ!スキ!スキップ!（Instrumental）」  |           |            |           | 3:59  |
| 5.        | 「お願いヴァレンティヌ（Instrumental）」 |           |            |           | 5:04  |
| 6.        | 「片思いの唐揚げ（Instrumental）」       |           |            |           | 5:00  |
| 合計時間: | 合計時間:                                | 合計時間: | 合計時間:  | 合計時間: | 28:11 |

| #  | タイトル                               | 作詞 | 作曲・編曲 |
| -- | -------------------------------------- | ---- | ---------- |
| 1. | 「スキ!スキ!スキップ!（Music Video）」 |      |            |
| 2. | 「片思いの唐揚げ（Music Video）」      |      |            |
| 3. | 「東京修学旅行」                       |      |            |

### Type-B
| #         | タイトル                                 | 作詞      | 作曲       | 編曲      | 時間  |
| --------- | ---------------------------------------- | --------- | ---------- | --------- | ----- |
| 1.        | 「スキ!スキ!スキップ!」                  | 秋元康    | 小林祐二   | 武藤星児  | 3:59  |
| 2.        | 「お願いヴァレンティヌ」                 | 秋元康    | 小川コータ | 生田真心  | 5:04  |
| 3.        | 「今がイチバン」(うまくち姫)             | 秋元康    | 山本加津彦 | 武藤星児  | 4:43  |
| 4.        | 「スキ!スキ!スキップ!（Instrumental）」  |           |            |           | 3:59  |
| 5.        | 「お願いヴァレンティヌ（Instrumental）」 |           |            |           | 5:04  |
| 6.        | 「今がイチバン（Instrumental）」         |           |            |           | 4:41  |
| 合計時間: | 合計時間:                                | 合計時間: | 合計時間:  | 合計時間: | 27:33 |

| #  | タイトル                               | 作詞 | 作曲・編曲 |
| -- | -------------------------------------- | ---- | ---------- |
| 1. | 「スキ!スキ!スキップ!（Music Video）」 |      |            |
| 2. | 「今がイチバン（Music Video）」        |      |            |
| 3. | 「博多観光案内」                       |      |            |

### Type-C
| #         | タイトル                                 | 作詞      | 作曲       | 編曲           | 時間  |
| --------- | ---------------------------------------- | --------- | ---------- | -------------- | ----- |
| 1.        | 「スキ!スキ!スキップ!」                  | 秋元康    | 小林祐二   | 武藤星児       | 3:59  |
| 2.        | 「お願いヴァレンティヌ」                 | 秋元康    | 小川コータ | 生田真心       | 5:04  |
| 3.        | 「制服のバンビ」                         | 秋元康    | 若田部誠   | 野中“まさ”雄一 | 4:13  |
| 4.        | 「スキ!スキ!スキップ!（Instrumental）」  |           |            |                | 3:59  |
| 5.        | 「お願いヴァレンティヌ（Instrumental）」 |           |            |                | 5:04  |
| 6.        | 「制服のバンビ（Instrumental）」         |           |            |                | 4:11  |
| 合計時間: | 合計時間:                                | 合計時間: | 合計時間:  | 合計時間:      | 26:33 |

| #  | タイトル                               | 作詞 | 作曲・編曲 |
| -- | -------------------------------------- | ---- | ---------- |
| 1. | 「スキ!スキ!スキップ!（Music Video）」 |      |            |
| 2. | 「メンバー全員一発ギャグ集」           |      |            |

### 劇場盤
| #         | タイトル                                          | 作詞      | 作曲       | 編曲      | 時間  |
| --------- | ------------------------------------------------- | --------- | ---------- | --------- | ----- |
| 1.        | 「スキ!スキ!スキップ!」                           | 秋元康    | 小林祐二   | 武藤星児  | 3:59  |
| 2.        | 「お願いヴァレンティヌ」                          | 秋元康    | 小川コータ | 生田真心  | 5:04  |
| 3.        | 「キレイゴトでもいいじゃないか?」                 | 秋元康    | 章夫       | 佐々木裕  | 4:51  |
| 4.        | 「スキ!スキ!スキップ!（Instrumental）」           |           |            |           | 3:59  |
| 5.        | 「お願いヴァレンティヌ（Instrumental）」          |           |            |           | 5:04  |
| 6.        | 「キレイゴトでもいいじゃないか?（Instrumental）」 |           |            |           | 4:49  |
| 合計時間: | 合計時間:                                         | 合計時間: | 合計時間:  | 合計時間: | 27:46 |

## 選抜メンバー
- 穴井千尋
- 植木南央
- 多田愛佳
- 兒玉遥
- 指原莉乃
- 下野由貴
- 田島芽瑠
- 朝長美桜
- 中西智代梨
- 渕上舞
- 松岡菜摘
- 宮脇咲良
- 村重杏奈
- 本村碧唯
- 森保まどか
- 若田部遥